# Serejohyale spinidactyloides
Serejohyale spinidactyloides is een vlokreeftensoort uit de familie van de Hyalidae. De wetenschappelijke naam van de soort is voor het eerst geldig gepubliceerd in 1939 door Schellenberg.